# 施莱茨
施莱茨（德語：Schleiz，發音：[ˈʃlaɪts] ⓘ）是德国图林根州萨勒-奥拉县的城市，也是萨勒-奥拉县的县治，面积108.21平方千米，2023年12月31日人口为8,788人。2019年1月1日，市镇克里斯彭多夫并入施莱茨。同年12月31日，市镇布尔克并入施莱茨。